# Jesús García Burillo

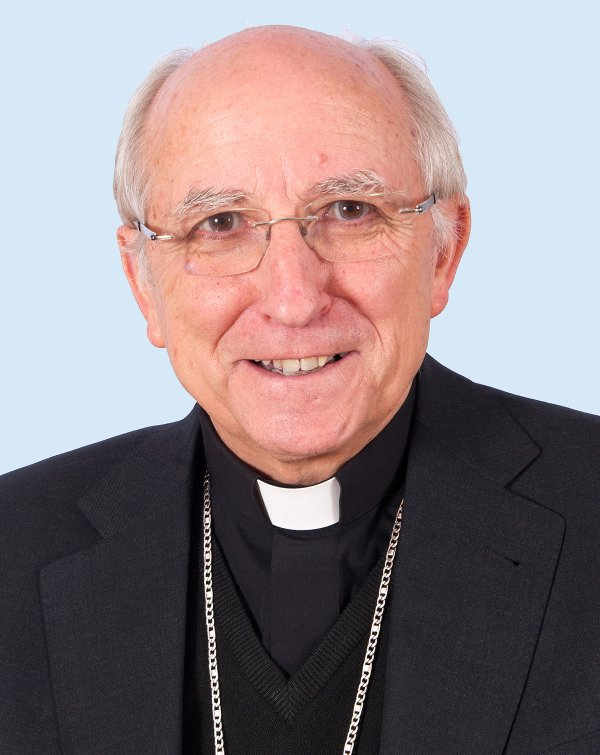
Bischof Jesús García Burillo

Wappen von Jesús García Burillo

Jesús García Burillo (* 28. Mai 1942 in Alfamén, Spanien) ist ein spanischer Geistlicher und emeritierter römisch-katholischer Bischof von Ávila.

## Leben
Jesús García Burillo empfing am 25. Juli 1971 das Sakrament der Priesterweihe für das Erzbistum Valladolid. 1975 wurde García Burillo in den Klerus des Erzbistums Madrid inkardiniert. 1977 wurde er an der Päpstlichen Universität Comillas im Fach Biblische Exegese promoviert.
Am 19. Juni 1998 ernannte ihn Papst Johannes Paul II. zum Titularbischof von Basti und bestellte ihn zum Weihbischof in Orihuela-Alicante. Der Bischof von Orihuela-Alicante, Victorio Oliver Domingo, spendete ihm am 19. September desselben Jahres die Bischofsweihe; Mitkonsekratoren waren der Erzbischof von Madrid, Antonio María Kardinal Rouco Varela, und der Erzbischof von Valencia, Agustín García-Gasco Vicente. Am 9. Januar 2003 ernannte ihn Johannes Paul II. zum Bischof von Ávila. Die Amtseinführung erfolgte am 23. Februar desselben Jahres
Am 6. November 2018 nahm Papst Franziskus das von Jesús García Burillo aus Altersgründen vorgebrachte Rücktrittsgesuch an.
Vom 16. Januar 2019 bis 8. Januar 2022 war García Burillo Apostolischer Administrator des vakanten Bistums Ciudad Rodrigo und von Oktober 2022 bis zum 15. Juli 2023 leitete er für die Zeit der Sedisvakanz das Bistum Ávila als Diözesanadministrator.